# Kalanchoe usambarensis
Kalanchoe usambarensis är en fetbladsväxtart som beskrevs av Adolf Engler och R.-hamet. Kalanchoe usambarensis ingår i släktet Kalanchoe och familjen fetbladsväxter. Inga underarter finns listade i Catalogue of Life.

## Bildgalleri

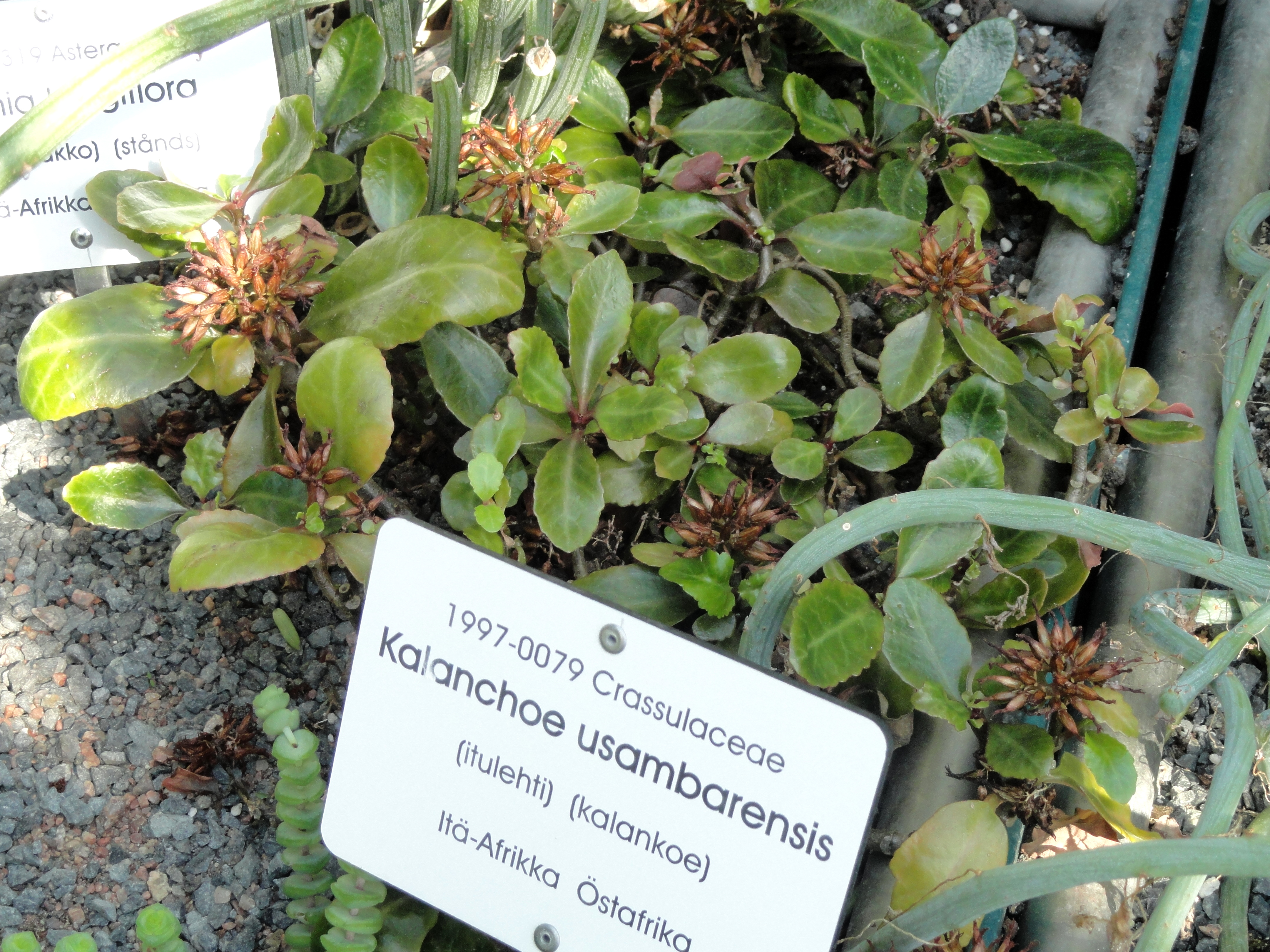
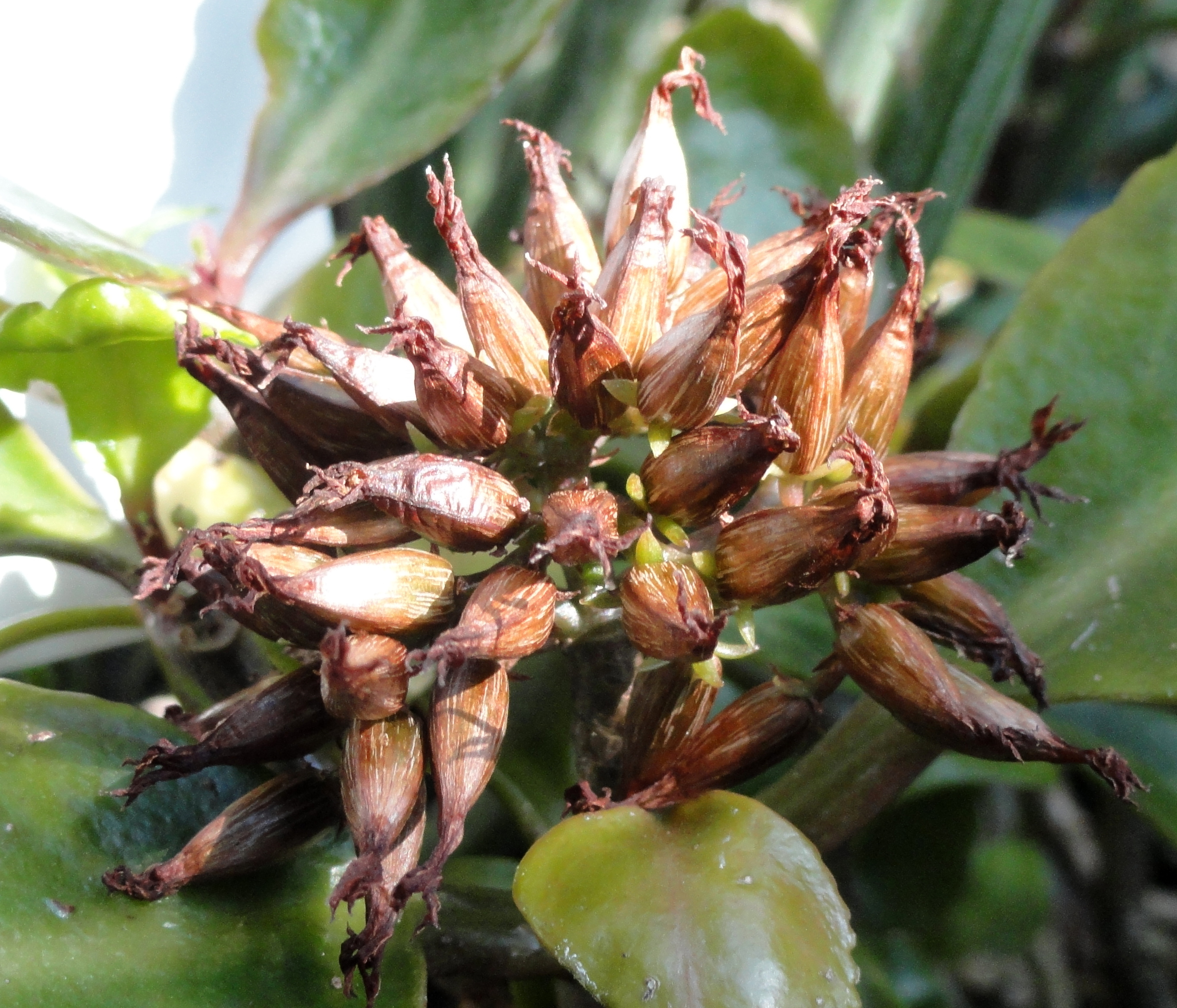